# Heckmeyeria
Heckmeyeria é um gênero de mariposa pertencente à família Acrolophidae.